# Alessandro Fabrizi
Alessandro Fabrizi (Rieti, 1º novembre 1974) è un direttore d'orchestra italiano.

## Biografia
La dedizione di Alessandro Fabrizi per la musica inizia fin da bambino. Si è formato presso il conservatorio Alfredo Casella dell'Aquila diplomandosi nel 1994 in strumenti a percussione con il massimo dei voti, compiendo contemporaneamente anche gli studi di pianoforte.
Nel 1995 risulta vincitore di audizioni per diverse orchestre italiane e terzo classificato al Concorso Musicale Internazionale di Riviera del Conero con Gert Meditz come presidente di giuria.
Ha iniziato la professione di musicista nel 1995 come percussionista presso l'orchestra del Teatro San Carlo di Napoli, per la quale ha vinto qualche anno dopo il concorso di timpanista titolare, collaborando contemporaneamente con l’Orchestra dell’Accademia Nazionale di Santa Cecilia in Roma. Durante gli anni 1998 e 1999 ha partecipato a diverse registrazioni di colonne sonore per il compositore romano Ennio Morricone. Nel 1999, in occasione delle celebrazioni del cinquantenario della Repubblica Federale Tedesca, si è esibito ed ha registrato un cd insieme ai solisti dell’Orchester-Akademie der Berliner Philharmonischen; nel 2000 è stato invitato come solista dall'Accademia Nazionale di Santa Cecilia per dei concerti trasmessi anche su RAI TV, insieme al compositore e pianista americano Chick Corea.
Nel frattempo ha compiuto privatamente gli studi di composizione e si è iscritto al corso di direzione d’orchestra all'Accademia Musicale Pescarese. All’estero ha frequentato delle master-class con i maestri Kenneth Kiesler e Jorma Panula a Gotha, in Germania e a San Pietroburgo, in Russia.

## Carriera
Ha iniziato la sua attività di direttore d’orchestra al fianco del M° Jeffrey Tate, nel periodo compreso tra il 2005 e il 2010 (durante la direzione musicale del Maestro Tate al Teatro San Carlo di Napoli), affrontando gran parte del repertorio classico, romantico e tardo-romantico, sia sinfonico che operistico, prevalentemente in lingua italiana e tedesca.
Insieme al Maestro Tate ha collaborato al Teatro San Carlo di Napoli per diverse produzioni tra cui nel 2006 “Le Nozze di Figaro” di Mozart e nel 2008 “Il Castello di Barbablù” di Bartok e “L’Enfante et les Sortilèges” di Ravel.
Nel 2007, in seguito alla felice collaborazione con la New Europe Symphony Orchestra alla Bulgaria Hall di Sofia, ha avviato numerose collaborazioni con i Teatri dell’Europa dell’Est che gli ha permesso di debuttare molti titoli operistici e sinfonici.
Dal 2011 al 2015 ha diretto in diverse occasioni la Royal Philharmonic Orchestra di Londra, debuttando con la quarta sinfonia di Tchaikovsky alla Cadogan Hall di Londra e con cui ha anche divulgato, attraverso alcuni concerti nel 2014, il progetto "Musica e Neuroscienze", che mirava ad analizzare ed approfondire scientificamente gli effetti della musica sul cervello umano (al progetto hanno aderito Università e ricercatori provenienti da tutto il mondo). Con la RPO nel 2015 ha anche compiuto un tour negli Emirati Arabi Uniti, per un concerto al Dubai World Trade Centre, sotto l`Alto Patronato di Sua Altezza Reale H.H. Sheikh Hamdan Bin Mohammed Al Maktoum il Principe di Dubai.
Durante questi anni ha anche diretto la Filarmonica "George Enescu" all'Ateneo Romeno, Tosca all'Art Center di Seoul e un Galà-Concerto in memoria di Maria Callas all'Opera Nazionale di Bucarest, con la partecipazione e presentazione della sua storica confidente e amica Giovanna Lomazzi.
Negli anni 2014-2015 è stato alla guida dell'Orchestra del Teatro San Carlo di Napoli, dell'Orchestra Sinfonica Siciliana, del Teatro Sociale di Como e dei Berliner Symphoniker, alla Philharmonie di Berlino, dirigendo la quinta sinfonia di Tchaikovsky.
Nel 2016, successivamente alla conoscenza del Maestro del Coro del Papa, Mons. Massimo Palombella, ha collaborato con il Coro della Cappella Musicale Pontificia - Sistina, entrando a contatto con le più antiche e autentiche tradizioni della Musica Sacra Rinascimentale.
Nel 2017 la L.U.I.R.S. (Libera Università Internazionale per la Ricerca Scientifica) di Roma gli ha conferito una Laurea Magistrale "Honoris Causa" in Direzione d'orchestra e Musicologia.
Nel 2018 ha iniziato una produzione discografica di opere inedite che va dal barocco al novecento, insieme a colonne sonore di films e un dvd in memoria degli ebrei deceduti nei campi di concentramento durante la seconda guerra mondiale.
Dal 2019 collabora con il Contemporary Musical Ensemble, una versatile ed eterogenea formazione orchestrale con cui elabora e promuove innovativi progetti culturali-musicali. 
Durante la pandemia ha composto e pubblicato due album di colonne sonore, prevalentemente per orchestra e coro, destinate al cinema e alla TV. Sempre durante lo stesso periodo ha scritto e pubblicato un manuale scientifico che evidenzia caratteristiche e confronti tra l’Armonia tonale e quella Modale, nella sua accezione moderna. È autore anche dei libri “Wagner tra Ideologia e Teatro”, pubblicato da L.U.de.S University Press di Lugano, Svizzera e "Fondamenti di Acustica negli Strumenti Musicali e nella Voce, dall'origine del Suono alla Psicoacustica".
Nel 2022 ha compiuto un lungo e accurato lavoro di ricerca volto alla riscoperta e valorizzazione di pregevoli Autori italiani del passato, raccogliendo da biblioteche di tutto il mondo, i manoscritti inediti di dieci Ouvertures-Sinfonie di uno tra i più abili e stimati Compositori della Scuola Musicale Napoletana: il taggese Domenico Bonifacio Pasquale Anfossi, figura tanto cara e stimata dal giovane Mozart, registrando un CD in anteprima mondiale con la Czech National Symphony Orchestra di Praga. Il cd, prodotto e distribuito dalla etichetta discografica milanese Concerto Classics, è stato recensito dalla stampa europea di settore ed ha ricevuto la Nomination all'ICMA (International Classical Music Awards) 2024 per la categoria Prime Registrazioni Mondiali.
Nel 2023 ha ottenuto il primo premio assoluto al concorso internazionale "World Grand Prix International Music Contest" (terza stagione) per la categoria Compositori. Nello stesso anno ha ricevuto la nomina di professore universitario per la facoltà di Musicologia presso l’Università L.U.I.R.S. di Roma ed ha pubblicato il suo terzo album discografico orchestrale per Cinema e TV, distribuito da Sony Music Publishing, Alpha Records ed inserito su Cinema Breve. L’album è stato premiato con il “Diamond Prize” al Royale Music Competition di Londra 2023.
Vincitore di numerosi concorsi Internazionali, è stato premiato agli “European Classical Music Awards” con la nomina di “Direttore dell’anno” 2024 e proclamato vincitore assoluto del "Grand Prix annuale" . Nello stesso anno ha anche ricevuto il Primo Premio “Diamond Prize” in Direzione d'Orchestra al “Best Classical Musicians Awards”, Primo Premio “Diamond Prize” al "World Classical Music Competition", Primo Premio "Diamond Prize" agli "European Spring Music Competition", Primo Premio "Diamond Prize" al "Georges Bizet International Music Competition", Primo Premio “Diamond Prize” al "Claude Debussy International Music Competition", Primo Premio "Diamond Prize al "World Artistry Music Award", "Artista del Mese" (maggio 2024) agli "European Classical Music Awards". Come compositore di musiche per orchestra destinate al cinema e alla tv, ha ottenuto il "Platinum Prize" e "Premio Speciale alla Creatività" al "World Grand Prix International Music Contest" (prima stagione) e "Platinum Prize" e "Premio Speciale al Merito" dagli European Classical Music Artists Awards" 2024.
Da sempre interessato a progetti di innovazione culturale, nel 2006 è divenuto socio fondatore di Mediars, un centro sperimentale di Media interattivi per l'Arte e lo Spettacolo che sviluppa sistemi e tecniche innovative per la creazione di nuove forme di rappresentazioni.
Insieme all’attività concertistica, ha svolto anche attività didattica presso diverse Istituzioni italiane: il Conservatorio “N. Paganini” di Genova, il “G. Martucci” di Salerno, il Conservatorio “E.F.Dall’Abaco” di Verona, il Conservatorio "A.Scarlatti" di Palermo, il Conservatorio "U.Giordano" di Foggia e il Conservatorio "G.Tartini" di Trieste.
Ha tenuto concerti in diversi Paesi tra cui Italia, Germania, Regno Unito, Ucraina, Russia, Romania, Repubblica Ceca, Slovacchia, Bulgaria, Korea del Sud, Giappone e Messico.
Ha collaborato con diverse orchestre e teatri d’opera tra cui: 
- Royal Philharmonic Orchestra
- Czech National Symphony Orchestra
- Orchestra del Teatro San Carlo di Napoli
- Orchestra Sinfonica Siciliana
- Berliner Symphoniker Orchestra
- Filarmonica "George Enescu"
- Bucarest National Opera
- Seoul Philharmonic Orchestra
- Youth American Orchestra
- Saint Petersburg Chamber Philharmonic
- Saint Petersburg State Symphonic Academy Orchestra
- New Europe Symphony Orchestra
- Bulgarian State Opera
- Orchestra da Camera delle Marche
- Orchestra del Teatro Sociale di Como
- Black Sea Philharmonic Orchestra
- State Slovak Orchestra
- Orchestra Sinfonica Italiana Monteverdi
- Odessa National Opera-Ballet

## Pubblicazioni
- "Fondamenti di Acustica negli Strumenti Musicali e nella Voce - dall'Origine del Suono alla Psicoacustica" -  Amazon K.d.P. Pubblications
- Fondamenti di Armonia Tonale e Modale - Amazon K.d.P. Pubblications
- "Wagner tra ideologia e Teatro" - L.U.de.S UNIVERSITY PRESS – Lugano – Svizzera

## Discografia
- World Première Recording - Pasquale Anfossi: Sinfonie Ouverture - Czech National Symphony Orchestra
- Musiche per Cinema e Tv - album, Evolution
- Musiche per Cinema e Tv - album, Dark Shadows
- Musiche per Cinema e Tv - album, Blue Moon

## Riconoscimenti
- Roma 2010 - nominato "Ambasciatore di Pace" -  Conferito dalla Universal Peace Federation e dall’Ordine dei Cavalieri di Malta.

- 10 ottobre 2017 -  "Laurea Magistrale “Honoris Causa” in Direzione d’orchestra e Musicologia" - conferito dalla L.U.I.R.S. - Libera Università Internazionale per la Ricerca Scientifica di Roma.
- 18 dicembre 2023 - Primo Premio al "World Grand Prix International Music Contest", season 4 - categoria Original Composition

- Numerosi articoli da riviste specializzate (Seen and Heard International, Opera, Il Messaggero, Sette Giorni, Palco Reale, il Corriere Adriatico, Il Tempo, Italoeuropeo, Newssunday, Liricamente, Amadeus, La Notizia, Aise e Gulf News).